# 赤芝二醇
赤芝二醇（英語：Lucidadiol，(3β,24E)-3,26-二羟基羊毛甾-8,24-二烯-7-酮，(3β,24E)-3,26-Dihydroxylanosta-8,24-dien-7-one）是一种天然的类固醇化合物，最早提取自灵芝属的一些物种，如亮蓋靈芝（Ganoderma lucidum，赤芝）因而得名。